# Parti ouvrier social-démocrate (Allemagne)
Pour les articles homonymes, voir Parti ouvrier social-démocrate.
Le Parti ouvrier social-démocrate (en allemand : Sozialdemokratische Arbeiterpartei, abrégé en SDAP) est un parti politique allemand socialiste, fondé à Eisenach le 8 août 1869 sur l'initiative d'August Bebel et Wilhelm Liebknecht. C'est un des nombreux précurseurs de l'actuel Parti social-démocrate d'Allemagne (SPD).

## Formation et programme d'Eisenach

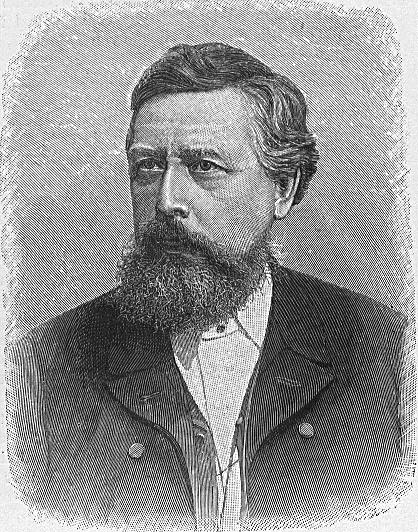
Wilhelm Liebknecht

Le SDAP est fondé par des membres issus du Parti populaire saxon, lui-même créé en 1866, du Vereinstag Deutscher Arbeitervereine et de l'Association générale des travailleurs allemands (ADAV). 262 délégués et 110 partisans du président de l'ADAV Johann Baptist von Schweitzer sont rassemblés le jour de sa formation. L'ordre du jour comprend des discussions sur l'organisation du parti, le rapport à l'Association internationale des travailleurs, son journal, ainsi que sur les syndicats.
La ligne politique marxiste choisie est consignée dans le programme d'Eisenach. La lutte pour la libération de la classe ouvrière, ne doit d'après le programme, pas être comprise comme une recherche de privilèges de la part de cette classe, mais comme une volonté d'obtenir l'égalité de droit pour tous en imposant la fin de la domination d'une classe. En voulant changer le mode de production, le parti cherche à redistribuer aux ouvriers le fruit de leur travail et à créer un État populaire et libre. Le parti se considère comme étant la section locale de l'Internationale. Le programme d'Eisenach réclame également le suffrage universel égalitaire, direct et secret, le paiement d'un salaire aux députés, un droit au référendum pour le peuple, la création d'une milice populaire en lieu et place de l'armée de métier, la séparation de l'État et de l'Église, la fin des impôts indirects, la liberté d'association, syndicale et de presse, la définition d'une journée de travail, donc une limitation du temps de travail, la limitation du travail des femmes tout comme l'interdiction du travail des enfants, et l'expansion des coopératives d'État. Sur un plan moins idéologique, le parti s'oppose à la domination de la monarchie prussienne dans la confédération de l'Allemagne du Nord, qui préfigure l'Empire allemand. Si l'ADAV et le SDAP sont très proche sur le plan idéologique, à quelques détails près, la question nationale les sépare radicalement : ainsi le SDAP est favorable à la solution grande-allemande et est anti-prussien, alors l'ADAV supporte la solution petite-allemande sous domination prussienne.

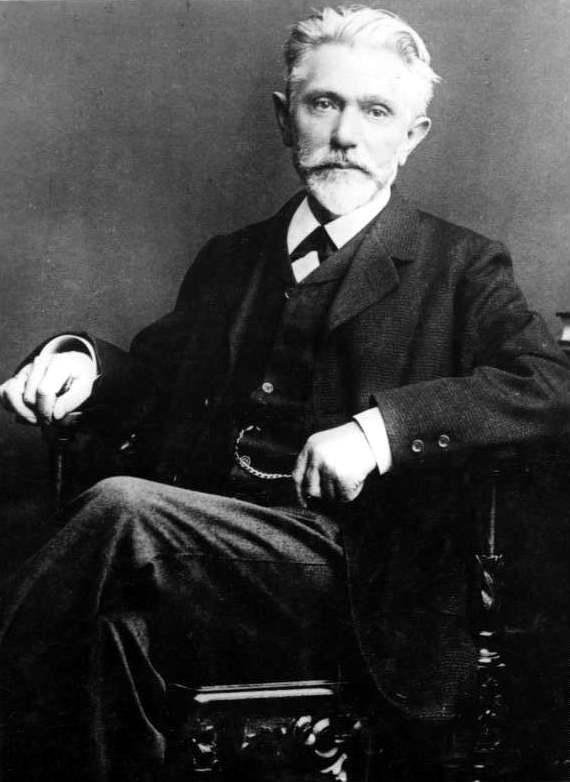
August Bebel

La direction du parti est composée d'un comité de 5 membres, issus des environs de Brunswick où il siège. En outre, un comité de surveillance avec 6 membres siégeant à Hambourg est créé. Wilhelm Bracke est membre de ce dernier comité qui contrôle le premier une fois par an à l'occasion de l'assemblée générale du parti. L'organisation repose donc surtout sur la confiance entre ses dirigeants.
Le journal du SDAP est repris de l'Vereinstag Deutscher Arbeitervereine. Son ancien nom est le Demokratisches Wochenblatt. À partir d'octobre 1869, il paraît 3 fois par semaine sous le titre de Der Volksstaat (de).
Le parti est très proche de la coopérative des corporations internationales (de) fondée en 1868, qui est en concurrence avec la fédération générale allemande des ouvriers (de) liée à l'ADAV.

## Évolutions

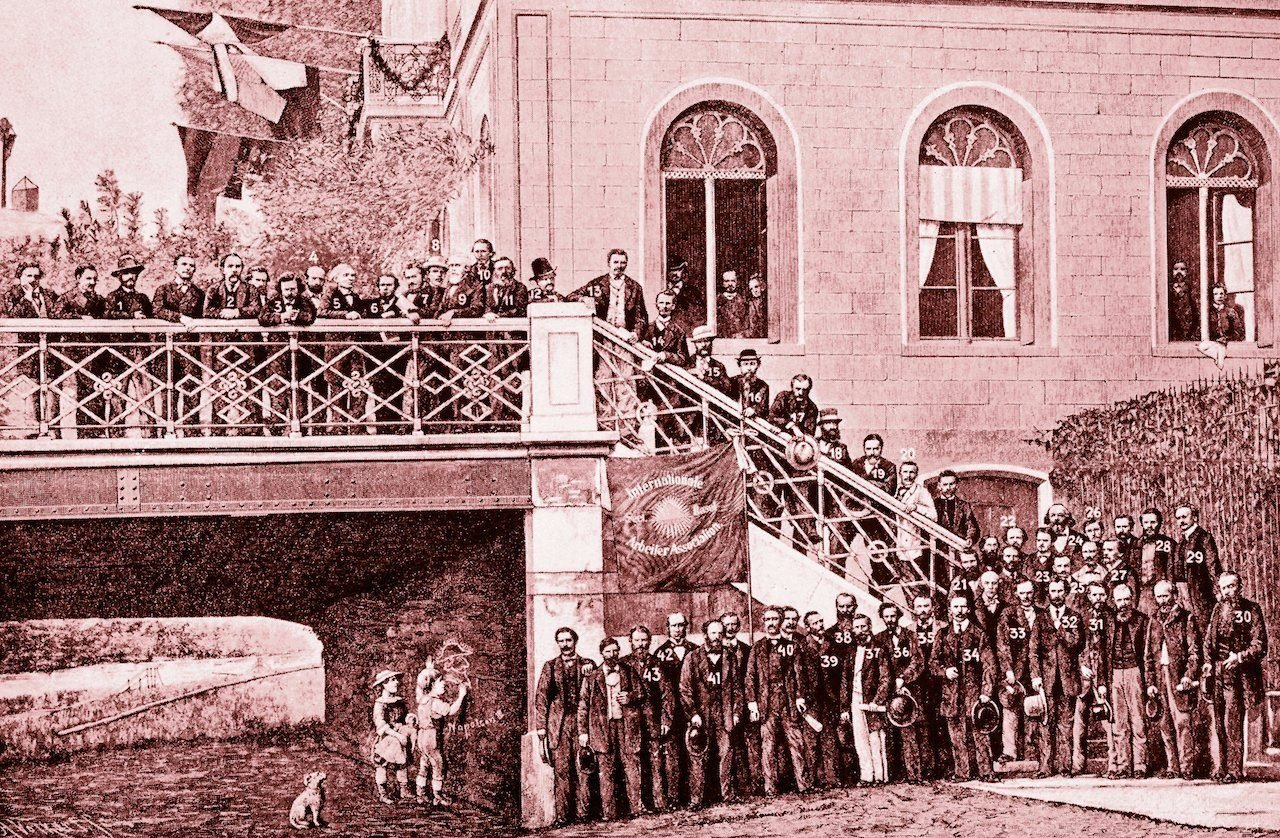
Les délégués lors du congrès de l'internationale à Bâle. Liebknecht et Spier représentent la SDAP.

Le premier congrès ordinaire du parti a lieu en 1870 à Stuttgart. 66 délégués sont présents représentant environ 11 000 membres. On y débat des syndicats, des coopératives, des positions politiques du parti, et des questions liées aux terres agricoles. Par ailleurs, le congrès pose la question de la participation aux élections législatives. Le parlement pourrait en effet servir de tribune pour exposer les idées marxistes. Le congrès est également marqué par l'affiliation des membres bavarois de l'ADAV au SDAP.
La séparation nette entre le mouvement social-démocrate et le mouvement démocratique des bourgeois ainsi qu'avec le mouvement républicain ne fait pas l'objet d'un consensus dans le parti. Cela pousse Bebel à écrire un nouveau programme politique nommé « Nos objectifs » en 1869. Il rappelle que sous le terme classe ouvrière ne sont pas regroupés que les ouvriers de l'industrie, mais également les artisans, les paysans, les professions intellectuelles, écrivains, enseignants et les petits fonctionnaires. Sur la marche à suivre pour atteindre les objectifs du parti (révolution ou réforme), Bebel reste vague, surement eu égard aux fonctionnaires ciblés. Il écarte également la question de la nouvelle organisation de la société à mettre en place, il pense qu'elle se résoudra de manière naturelle le moment venu.
La guerre franco-allemande de 1870 déclenche la première crise dans le parti. Les députés August Bebel et Wilhelm Liebknecht s'abstiennent au Reichstag lors du vote de la loi sur les crédits de guerre, alors que les députés de l'ADAV et Friedrich Wilhelm Fritzsche (de) votent contre. Le comité de Brunswick par contre se prononce pour ces crédits, l'Allemagne n'étant pas responsable à ses yeux de l'entrée en guerre. On demande à Karl Marx de trancher la question. Ce dernier demande par la même occasion au parti de rejeter les plans d'annexion de l'Alsace-Lorraine car cela conduirait selon lui à de nouvelles guerres avec la France et la Russie. Cette proposition est suivie par le comité de Brunswick qui dès la fin de la bataille de Sedan écrit le manifeste de Brunswick où il réclame l'envoi immédiat d'une offre de paix à la France, lui permettant de sortir du conflit de manière digne. Les membres du comité sont alors emprisonnés dans une forteresse à la frontière russo-allemande.  Johann Jacoby qui a fait des déclarations semblables est également jeté en prison. En réaction, le 28 novembre 1870 les députés sociaux-démocrates votent unanimement contre les nouveaux crédits de guerre. Ils considèrent que Napoléon III étant fait prisonnier, les objectifs de guerre sont déjà atteints. Bebel et Liebknecht sont alors également arrêtés et accusés de haute trahison. Ils sont interrogés jusqu'au mois de mars 1871. Le procès pour haute trahison de Leipzig a lieu en 1872. Il se solde par la condamnation de Liebknecht et Bebel à plusieurs mois de prison, ainsi qu'à la perte du mandat de député pour Bebel. Lors des élections qui suivent ce dernier retrouve toutefois son siège.
Lors des premières élections législatives de l'Empire allemand du 3 mars 1871 seul Reinhold Schraps (de) et August Bebel parviennent à conserver leurs mandats. Le parti récolte 40 000 voix, dont 30 000 dans la seule Saxe. Au parlement Bebel défend lors d'un discours le 25 mai de la même année la Commune de Paris, déclarant que le prolétariat européen regarde plein d'espoir vers Paris. Cette déclaration renforce la méfiance du chancelier Otto von Bismarck envers le SDAP.
Le congrès de Dresde d'août 1871 rassemble 56 délégués représentant 81 sections locales et un total de 6 250 membres du parti. On y décide de déménager le siège du comité du parti à Hambourg et le comité de surveillance à Berlin.

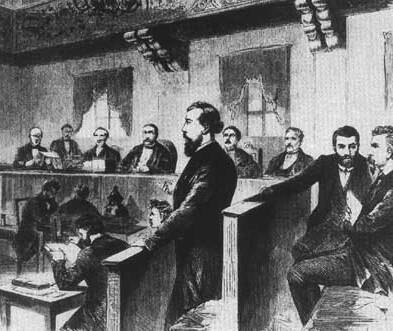
Wilhelm Liebknecht (au milieu debout), August Bebel (1er à partir de la droite) et Adolf Hepner (à partir de la droite) en accusés lors du procès pour haute trahison de Leipzig

Le 4e congrès a lieu en 1872 alors que Friedrich Engels vient de critiquer les positions de Ferdinand Lassalle. L'assemblée montre sa volonté d'apaisement avec l'ADAV qui est le seul allié du SDAP. Le comité de surveillance déménage de nouveau, vers Breslau cette fois, le comité de direction restant à Hambourg. L'ADAV refuse toutefois par la suite de s'entendre avec le SDAP pour présenter des candidats communs aux élections législatives, le congrès de 1873 se prononce donc de nouveau contre les plans de rapprochement des lignes politiques. Le congrès rappelle que les élections doivent avant tout servir à créer de l'agitation et à mettre en application ses propres principes. Le parti rassemble alors 9 200 membres répartis dans 130 sections.
Lors des élections législatives allemandes de 1874, le journal de l'ADAV : Der Neue Social-Demokrat (de), annonce vouloir arrêter la polémique concernant la concurrence entre les deux partis. La direction de l'ADAV décide également lors de ballotage de donner des consignes de vote pour les candidats du SDAP. Les deux partis rassemblent 6,8 % des suffrages et obtiennent 9 mandats : 6 pour le SDAP et 3 pour l'ADAV.
À partir de 1874, l'État renforce les mesures visant à lutter contre les deux partis ouvriers. Les assemblées sont interdites, le député Johann Most est emprisonné, le SDAP est interdit à Munich en raison officiellement de la menace que constituent les vues du parti pour les fondamentaux religieux et sociétaux de la ville.

## Fusion avec l'ADAV
Les mesures antisocialistes poussent les deux partis à se rapprocher. Le congrès du SDAP à Cobourg de 1874 déclare, malgré les nouveaux conflits avec l'ADAV, « n'être pas réfractaire à une fusion ». Une rencontre à Leipzig en septembre 1874 entre Karl Marx, Wilhelm Liebknecht, Wilhelm Blos entre autres permet de faire avancer les choses dans ce sens. En octobre les vraies négociations débutent. En janvier 1875, le président de l'ADAV Wilhelm Hasenclever (de) se prononce également pour la fusion, en exigeant toutefois que les positions de Ferdinand Lassalle soient incluses dans le programme commun. Il plaide également pour une organisation centralisée.
Mi-février 1875, 16 membres des deux partis travaillent ensemble à l'élaboration d'un programme commun et d'une nouvelle organisation à Gotha. Peu après, les deux présidents convoquent une assemblée générale exceptionnelle des deux partis en mai pour opérer la fusion. Au même moment, les mesures antisocialistes sont de nouveau renforcées. Le procureur de Berlin von Tessendorff déclare ainsi : « détruisons les organisations socialistes, les partis socialistes n'existeront alors plus ». Par la suite, les deux partis sont interdits en Prusse et dans une grande partie des autres États fédérés.
Lors du congrès de Gotha de 1875, les deux partis sociaux-démocrates fusionnent donc sous la présidence de Wilhelm Hasenclever pour former le Sozialistischen Arbeiterpartei Deutschlands (SAP). En 1890, quand les lois antisocialistes sont abrogées, le SAP change de nom et devient le SPD.

## Présidents
| Nom | Période   |
| --- | --------- |
| August Bebel Leonhard von Bonhorst (de) Wilhelm Bracke Johann Heinrich Ehlers Friedrich Neidel Samuel Spier (de) | 1869–1870 |
| Johann August Karl Kühn Samuel Spier (de)                                                                        | 1870–1871 |
| G. A. Müller Theodor Külbel                                                                                      | 1871–1872 |
| Friedrich Lenz                                                                                                   | 1872–1873 |
| Rudolf Praast Theodor Külbel                                                                                     | 1873–1874 |
| Paul Martienssen Ferdinand Fischer                                                                               | 1874–1875 |

## Citations
1. ↑  « Internationale Gewerksgenossenschaften »
2. ↑  « Allgemeiner Deutscher Arbeiterschaftsverband »
3. ↑  « Unsere Ziele »
4. ↑  « Vereinigung nicht abgeneigt »
5. ↑  « Zerstören wir die sozialistische Organisation, und es existiert keine sozialistische Partei mehr. »